# Зинсхайм
Зинсхайм (на немски: Sinsheim) е град в Баден-Вюртемберг, Германия, с 35 175 жители (на 31 декемвеи 2015). Намира се на река Елзенц, на около 22 km югоизточно от Хайделберг и 28 km северозападно от Хайлброн.